# シェラリ・ハイルッロエフ
シェラリ・ハイルッロエフ（Шералӣ Хайруллоев、1949年11月8日 - ）は、タジキスタンの軍人、政治家。大将。1995年以来、国防相。

## 経歴
クリャーブ州ホワリングスキー地区出身。1970年、タジク国立大学経済学部、1974年、モスクワ財務大学通信学部を卒業。
1970年からソ連軍に入り、旅団会計班長補佐、大隊会計科長、大隊糧食局長、補給担当副大隊長を歴任。1977年からタジク・ソビエト社会主義共和国内務省の矯正労働収容所所長、矯正労働収容所局副局長。1988年～1995年、タジキスタン内務次官。
1995年4月7日から国防相を勤める。
軍事検事総長A.アリモフの言葉によれば、ハイルッロリエフは、麻薬・武器の密輸を庇護しており、その収入でモスクワにアパートを有しているという。

## パーソナル
妻帯、2児を有する。息子のトヒルは、2006年1月から第7独立空中襲撃旅団長。娘も将校。